# 宏潭乡
宏潭乡，是中华人民共和国安徽省黄山市黟县下辖的一个乡镇级行政单位。

## 行政区划
宏潭乡下辖以下地区：
宏潭村、杨林村、溪下村、竹溪村、佘溪村和塘田村。

## 中国传统村落
2013年8月，竹溪村被评为第二批中国传统村落。

## 文物保护单位
宏潭乡拥有1处黄山市文物保护单位：佘溪廊桥。